# Joel Grey
Joel Grey anche noto come Joel Kaye, pseudonimo di Joel David Katz (Cleveland, 11 aprile 1932), è un attore, cantante e regista teatrale statunitense.
Ha vinto il premio Oscar al miglior attore non protagonista nel 1973 per l'interpretazione in Cabaret.

## Biografia
Grey nacque nell'Ohio da una famiglia ebraica. Suo padre, Mickey Katz (1909-1985), nome d'arte di Myron Meyer Katz, figlio di Menachem Katz e Johanna Herzberg, era anch'egli attore e cantante, ed era stato membro dell'orchestra del celebre musicista statunitense Spike Jones. La madre si chiamava Goldie "Grace" Epstein. Il giovane Joel ereditò la passione paterna per il mondo dello spettacolo e alla tenera età di 10 anni era già sul palcoscenico. Nel 1950 si diplomò in California presso la Beverly Hills High School a Beverly Hills. Nel 1951 debuttò in televisione nello show di Eddie Cantor. Dal 1953 iniziò ad avere piccole parti cinematografiche e, a partire dal 1958, ottenne la prima popolarità grazie alla sua partecipazione come ospite al gioco televisivo What's My Line?, insieme ad altri celebri ospiti come il poeta Louis Untermeyer e la giornalista e opinionista Dorothy Kilgallen.

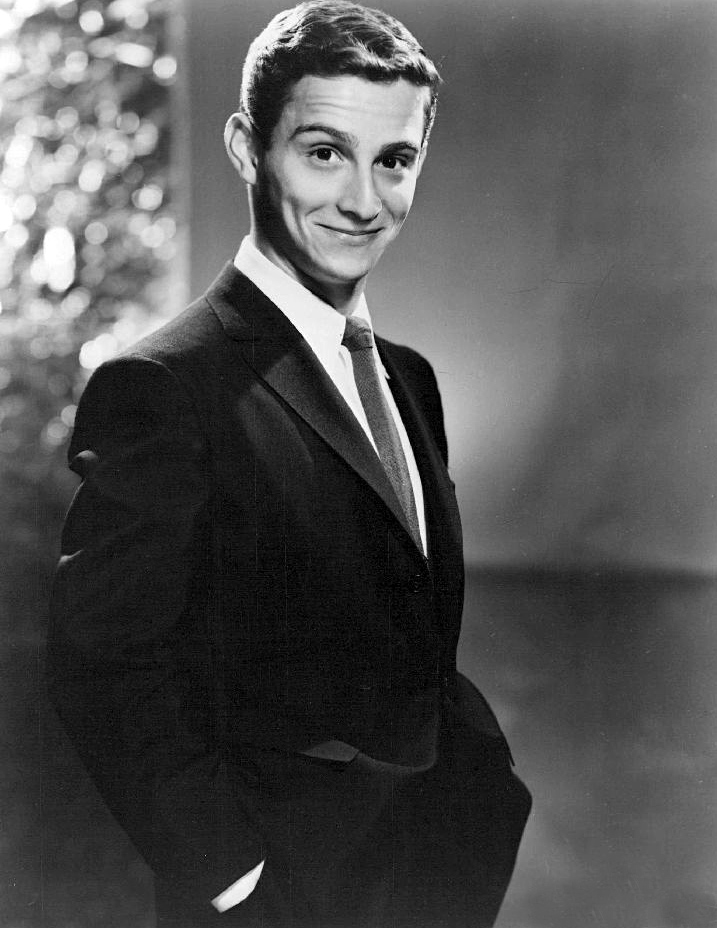
Joel Grey nel 1955

La sua carriera di attore ebbe una svolta decisiva nel 1966, quando venne scritturato per il ruolo di Master of Ceremonies nel musical di Broadway Cabaret per il quale vinse il Tony Award. Quando nel 1972 venne realizzata la versione cinematografica del musical per la regia di Bob Fosse, e al fianco di Liza Minnelli, Joel Grey ricoprì il medesimo ruolo per il quale vinse il premio Oscar al miglior attore non protagonista nel 1973. Grazie a questo doppio exploit, Joel Grey è uno dei nove attori che sono stati capaci di vincere sia il Tony Award che il premio Oscar per lo stesso ruolo.
Prima di raggiungere questo obiettivo, Grey aveva già ottenuto notevoli successi in teatro, interpretando Come Blow Your Horn (1961), la prima commedia di Neil Simon, Stop the World - I Want to Get Off (1962) di Leslie Bricusse e Anthony Newley, e Half a Sixpence (1965) di Tommy Steele. Nel 1970 interpretò la versione televisiva del musical George M! sulla vita del celebre attore e compositore George M. Cohan, ruolo che reinterpreterà a Broadway nel 1992. In quel periodo, con ruoli secondari, partecipò anche ai film Buffalo Bill e gli indiani (1976) di Robert Altman e Sherlock Holmes - Soluzione settepercento (1976) di Herbert Ross.
La sua carriera televisiva venne celebrata nel 1976, quando Grey fu il primo ospite in assoluto del celebre Muppet Show di Jim Henson dove cantò Razzle Dazzle e ovviamente Cabaret. Nel 1982 divenne ospite e voce narrante per la Public Broadcasting Service nella trasmissione radiofonica To Hear. Nel 1985 tornò sul grande schermo per interpretare un vecchio maestro di arti marziali nella pellicola Il mio nome è Remo Williams di Guy Hamilton. Dopo la partecipazione nel 1991 all'episodio finale di Dallas, nel 2000 Grey tornò sul grande schermo per il regista Lars von Trier nella pellicola Dancer in the Dark, al fianco della cantante Björk.
Nel 1995 compare nell'episodio Resistenza (Resistance, trasmesso il 27 novembre) della seconda stagione di Star Trek: Voyager, quarta serie televisiva live action del franchise di fantascienza Star Trek, creato da Gene Roddenberry negli anni sessanta con la serie classica. Vi interpreta l'alieno Caylem, appartenente a una specie che vive sotto il dominio dell'Ordine Mokra, che aiuta il capitano Kathryn Janeway (Kate Mulgrew), quando rimane bloccata, ferita, sul suo pianeta, credendola, nel suo delirio, la propria figlia deceduta.
Nel 2001 riapparve in televisione nella serie televisiva di grande successo Buffy l'ammazzavampiri, nel ruolo di Doc, e in Oz nel ruolo di Lemuel Idzik. Nel 2005 interpretò il personaggio di un uomo che ha subito un lavaggio del cervello ed è convinto di essere il terrorista Arvin Sloane nella serie televisiva Alias. Il vero Arvin Sloane nella serie è interpretato dall'attore Ron Rifkin, con il quale Joel Grey viene spesso scambiato a causa della grande somiglianza tra i due. Nel 2005 tornò a Broadway nel musical Wicked, in cui interpretò il ruolo del Mago di Oz, mentre nel 2011 fu di nuovo sulle scene newyorkesi con Anything Goes. La sua ultima apparizione a Broadway risale al 2016, quando interpretò Firs ne Il giardino dei ciliegi. Nel 2011 fece inoltre il suo debutto come regista teatrale accanto a George C. Wolfe con il dramma The Normal Heart, in cui aveva recitato nel 1985; la pièce, in scena nell'Off Broadway, valse a Grey il Drama Desk Award alla miglior regia di un'opera teatrale. Nel 2018 ottenne un altro grande successo come regista, curando un revival in lingua yiddish di Fiddler on the Roof, che vinse il Drama Desk Award al miglior revival di un musical.
Joel Grey è un grande appassionato di fotografia e ha pubblicato due book fotografici, uno nel 2003 dal titolo Pictures I Had to Take e l'ultimo nel 2006 con il titolo Looking Hard at Unexpected Things.

## Vita privata

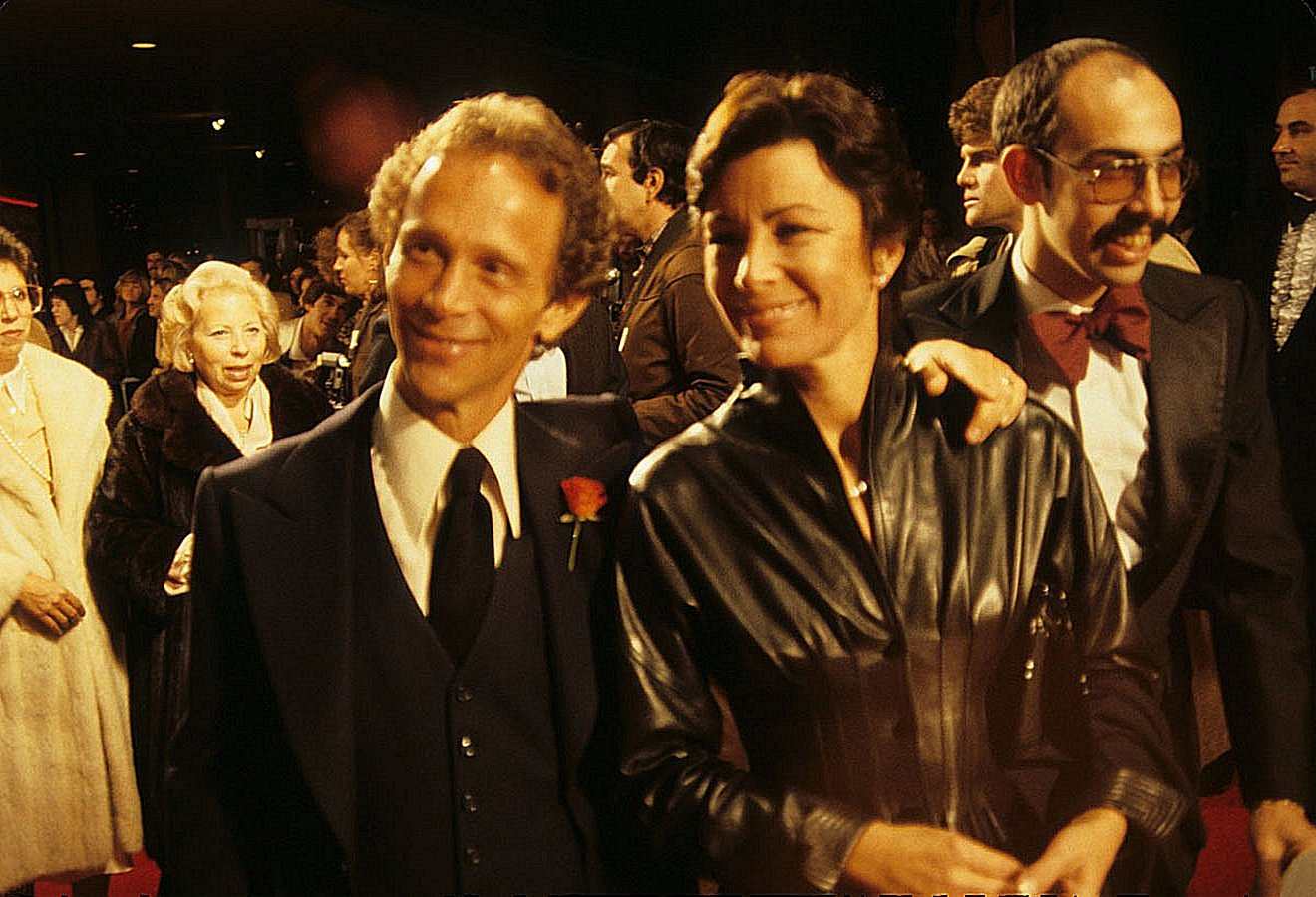
Joel Grey con l'ex moglie Jo Wilder nel 1979

Il 29 giugno 1958 sposò l'attrice Jo Wilder, dalla quale divorziò nel 1982, e dalla quale ha avuto due figli, Jennifer, anch'essa attrice, e James, diventato un celebre chef. È suocero dell'attore Clark Gregg, che ha sposato sua figlia Jennifer nel 2001.
Nel gennaio del 2015, all'età di 82 anni, fece coming out, dichiarando la sua omosessualità in un'intervista al periodico People.

## Filmografia parziale

### Cinema
- Cuban Calypso - Onda di calore (Calypso Heat Wave), regia di Fred F. Sears (1957)
- Torna a settembre (Come September), regia di Robert Mulligan (1961)
- Cabaret, regia di Bob Fosse (1972)
- L'uomo sull'altalena (Man on a Swing), regia di Frank Perry (1974)
- Buffalo Bill e gli indiani (Buffalo Bill and the Indians, or Sitting Bull's History Lesson), regia di Robert Altman (1976)
- Sherlock Holmes - Soluzione settepercento (The Seven-Per-Cent Solution), regia di Herbert Ross (1976)
- Il mio nome è Remo Williams (Remo Williams: The Adventure Begins), regia di Guy Hamilton (1985)
- Delitti e segreti (Kafka), regia di Steven Soderbergh (1991)
- La musica del caso (The Music of Chance), regia di Philip Haas (1993)
- The Dangerous, regia di Maria Dante (1995)
- The Fantasticks, regia di Michael Ritchie (1995)
- Venus Rising, regia di Leora Barish e Edgar Michael Bravo (1995)
- The Empty Mirror, regia di Barry J. Hershey (1996)
- My Friend Joe, regia di Chris Bould (1996)
- Canto di Natale (A Christmas Carol), regia di David Hugh Jones (1999)
- Dancer in the Dark, regia di Lars von Trier (2001)
- Reaching Normal, regia di Anne Heche (2001)
- Soffocare (Choke), regia di Clark Gregg (2008)
- A. Hitler, regia di Barry J. Hershey (2010)
- Tick, Tick... Boom!, regia di Lin-Manuel Miranda (2021)

### Televisione
- Telephone Time – serie TV, episodio 2x23 (1957)
- The Court of Last Resort – serie TV, episodio 1x25 (1958)
- Maverick – serie TV, episodio 3x07 (1959)
- Surfside 6 – serie TV, episodio 1x03 (1960)
- Indirizzo permanente (77 Sunset Strip) – serie TV, episodio 3x27 (1961)
- Ironside – serie TV, 1 episodio (1971)
- Mistero in galleria (Night Gallery) – serie TV, 1 episodio (1972)
- Queenie - La stella di Calcutta (Queenie), regia di Larry Peerce – film TV (1987)
- Dallas – serie TV, 1 episodio (1991)
- Oltre il ponte (Brooklyn Bridge) – serie TV, 2 episodi (1992-1993)
- Star Trek: Voyager – serie TV, episodio 2x12 (1995)
- Il tocco di un angelo (Touched by an Angel) – serie TV, 2 episodi (2001)
- On the Edge, regia di Anne Heche, Mary Stuart Masterson, Helen Mirren e Jana Sue Memel – film TV (2001)
- Buffy l'ammazzavampiri (Buffy the Vampire Slayer) – serie TV, 3 episodi (2001)
- Law & Order: Criminal Intent – serie TV, 1 episodio (2003)
- Oz – serie TV, 6 episodi (2003)
- Alias – serie TV, 3 episodi (2005)
- Crossing Jordan – serie TV, 1 episodio (2005)
- Dr. House - Medical Division (House M.D.) – serie TV, episodio 3x03 (2006)
- Grey's Anatomy – serie TV, episodio 6x09 (2009)
- Private Practice – serie TV, 1 episodio (2009)
- Nurse Jackie - Terapia d'urto (Nurse Jackie) – serie TV, 1 episodio (2012)
- The Old Man – serie TV, 4 episodi (2022-2024)

## Teatro

### Attore
- Borscht Capades (1951)
- Come Blow Your Horn (1961)
- Stop the World - I Want to Get Off (1962)
- Half a Sixpence (1965)
- Cabaret (1966)
- George M! (1969)
- Goodtime Charley (1975)
- The Grand Tour (1979)
- The Normal Heart (1985)
- Cabaret (1987)
- Chicago (1996)
- Wicked (2003) - Mago di Oz
- Anything Goes (2011)
- Il giardino dei ciliegi (2016)

### Regista
- The Normal Heart (2011)
- Fiddler on the Roof (2018)

## Riconoscimenti (parziale)
- Premio Oscar
  - 1973 - Miglior attore non protagonista, per Cabaret
- Golden Globe
  - 1973 - Miglior attore non protagonista in un film drammatico, per Cabaret
  - 1986 - Miglior attore non protagonista in un film drammatico, per Il mio nome è Remo Williams
- Drama Desk Award
  - 1966 - Miglior attore non protagonista in un musical, per Chicago
  - 1975 - Candidatura al miglior attore protagonista in un musical, per Goodtime Charley
  - 1979 - Candidatura al miglior attore protagonista in un musical, per The Grand Tour
  - 1987 - Candidatura al miglior attore protagonista in un musical, per Cabaret
  - 2011 - Miglior regia di un'opera teatrale, per The Normal Heart
  - 2019 - Candidatura alla miglior regia di un'opera teatrale, per Fiddler on the Roof
- Hollywood Walk of Fame
  - 1985 - Live Performance, al 6753 di Hollywood Boulevard
- Premio Emmy
  - 1993 - Candidatura al miglior attore guest star in una serie comica, per Oltre il ponte
- Tony Award
  - 1966 - Miglior attore non protagonista in un musical, per Cabaret
  - 1968 - Candidatura al miglior attore protagonista in un musical, per George M!
  - 1975 - Candidatura al miglior attore protagonista in un musical, per Goodtime Charley
  - 1979 - Miglior attore protagonista in un musical, per The Grand Tour
  - 2023 - Premio alla carriera

## Doppiatori italiani
Nelle versioni in italiano delle opere in cui ha recitato, Joel Grey è stato doppiato da:
- Elio Pandolfi in Cabaret, Delitti e segreti
- Mino Caprio ne Il mio nome è Remo Williams, Oz
- Carlo Reali in Buffy l'ammazzavampiri (ep. 5x21-5x22), Grey's Anatomy
- Giulio Platone in Buffalo Bill e gli indiani
- Oreste Lionello in Sherlock Holmes - Soluzione settepercento
- Renato Cortesi in Buffy l'ammazzavampiri (ep. 5x17)
- Adolfo Fenoglio in Law & Order: Criminal Intent
- Dario Penne in Alias
- Luciano De Ambrosis in Dr. House - Medical Division
- Gianni Giuliano in Private Practice
- Oliviero Dinelli in The Old Man